# Ortonovo
Ortonovo is een gemeente in de Italiaanse provincie La Spezia (regio Ligurië) en telt 8546 inwoners (31-12-2004). De oppervlakte bedraagt 13,8 km², de bevolkingsdichtheid is 630 inwoners per km². Op 20 april 2017 is de naam van de gemeente Ortonovo veranderd naar Luni. 
De volgende frazioni maken deel uit van de gemeente: Casano, Casano alto, Dogana, Isola, Luni, Luni antica, Nicola en Serravalle.

## Demografie
Ortonovo telt ongeveer 3343 huishoudens. Het aantal inwoners steeg in de periode 1991-2001 met 2,6% volgens cijfers uit de tienjaarlijkse volkstellingen van ISTAT.
| Jaar | Inwoneraantal |
| ---- | ------------- |
| 1991 | 8135          |
| 2001 | 8348          |

## Geografie
Ortonovo grenst aan de volgende gemeenten: Carrara (MS), Castelnuovo Magra, Fosdinovo (MS) en Sarzana.

## Galerij

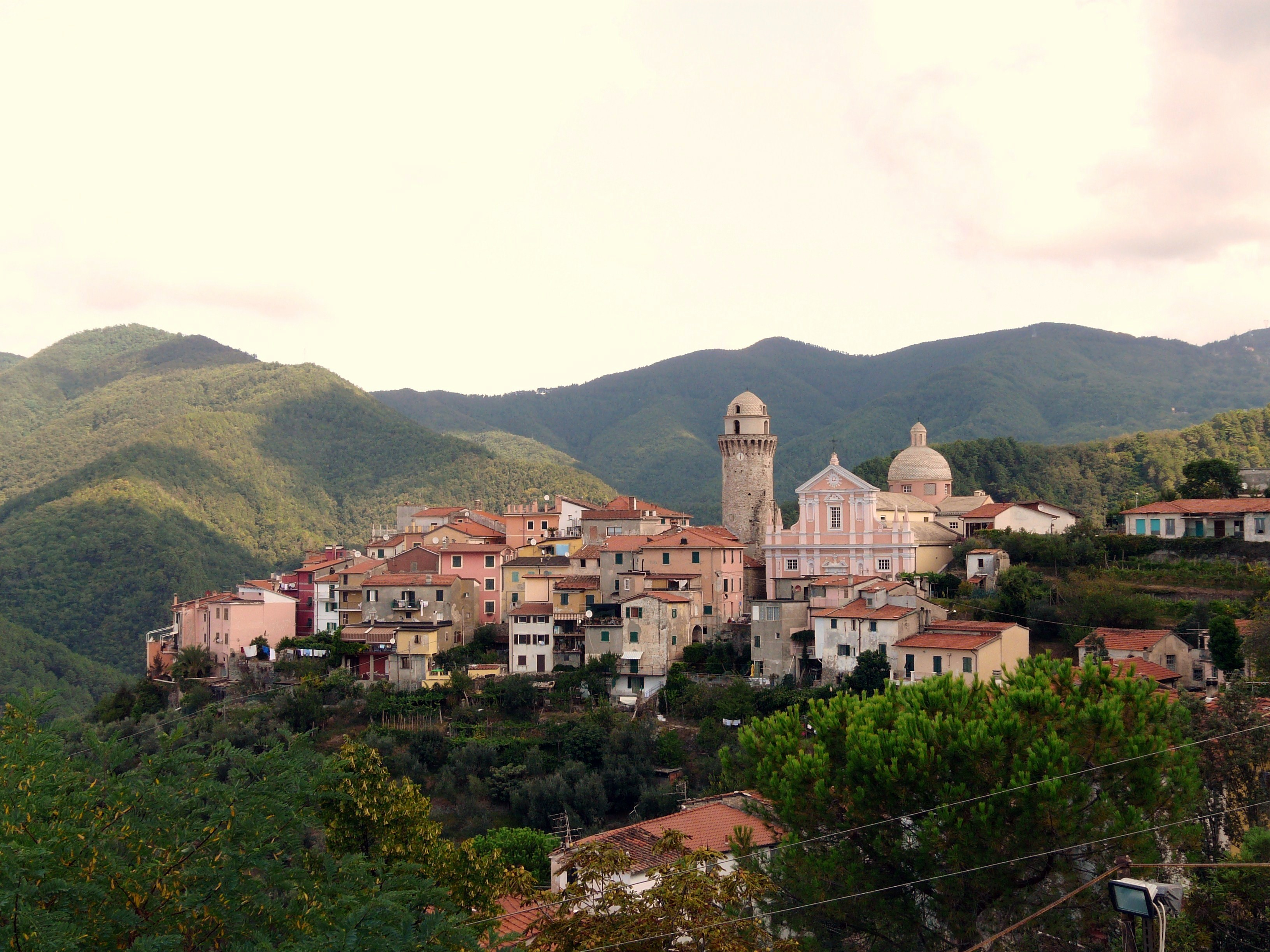
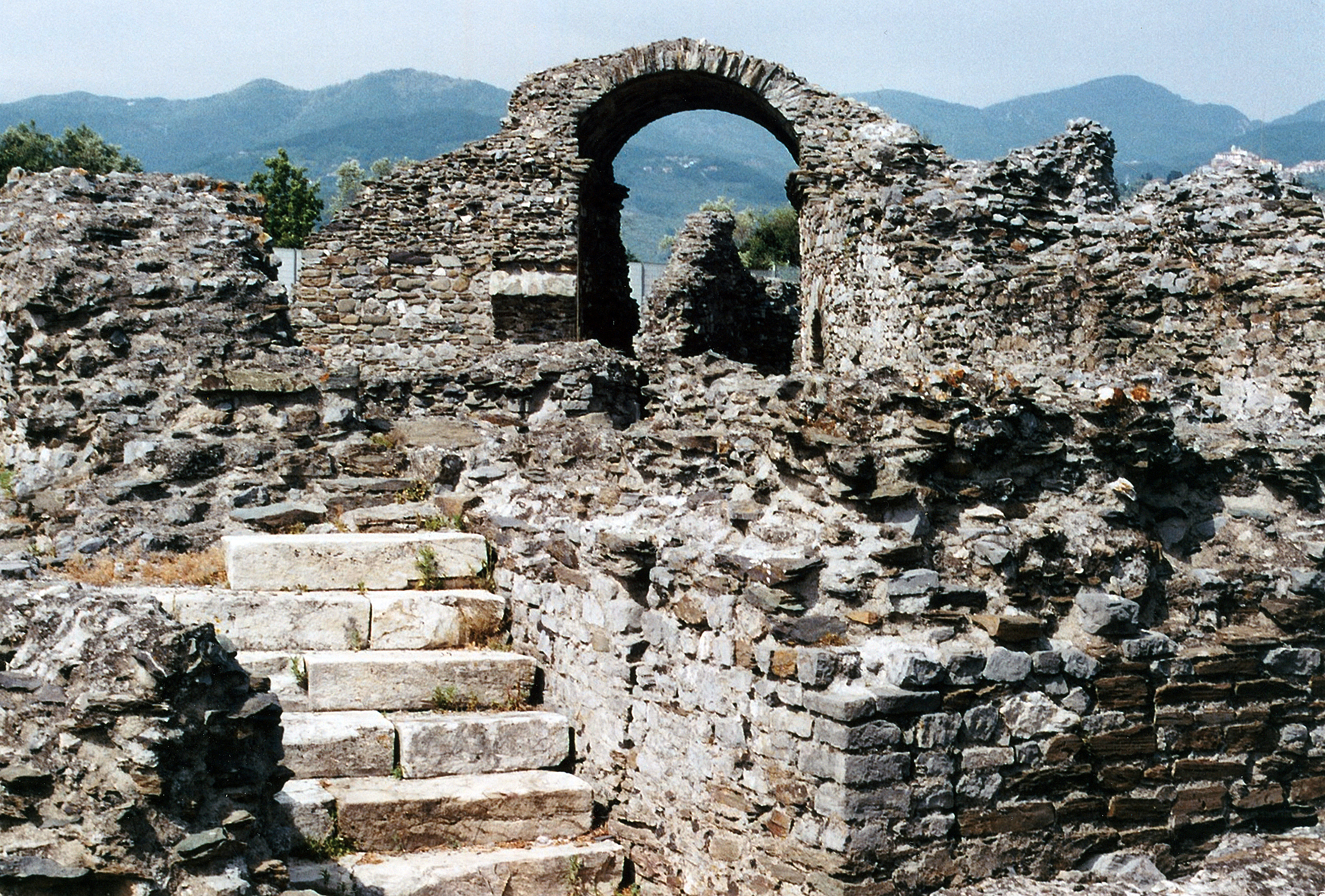
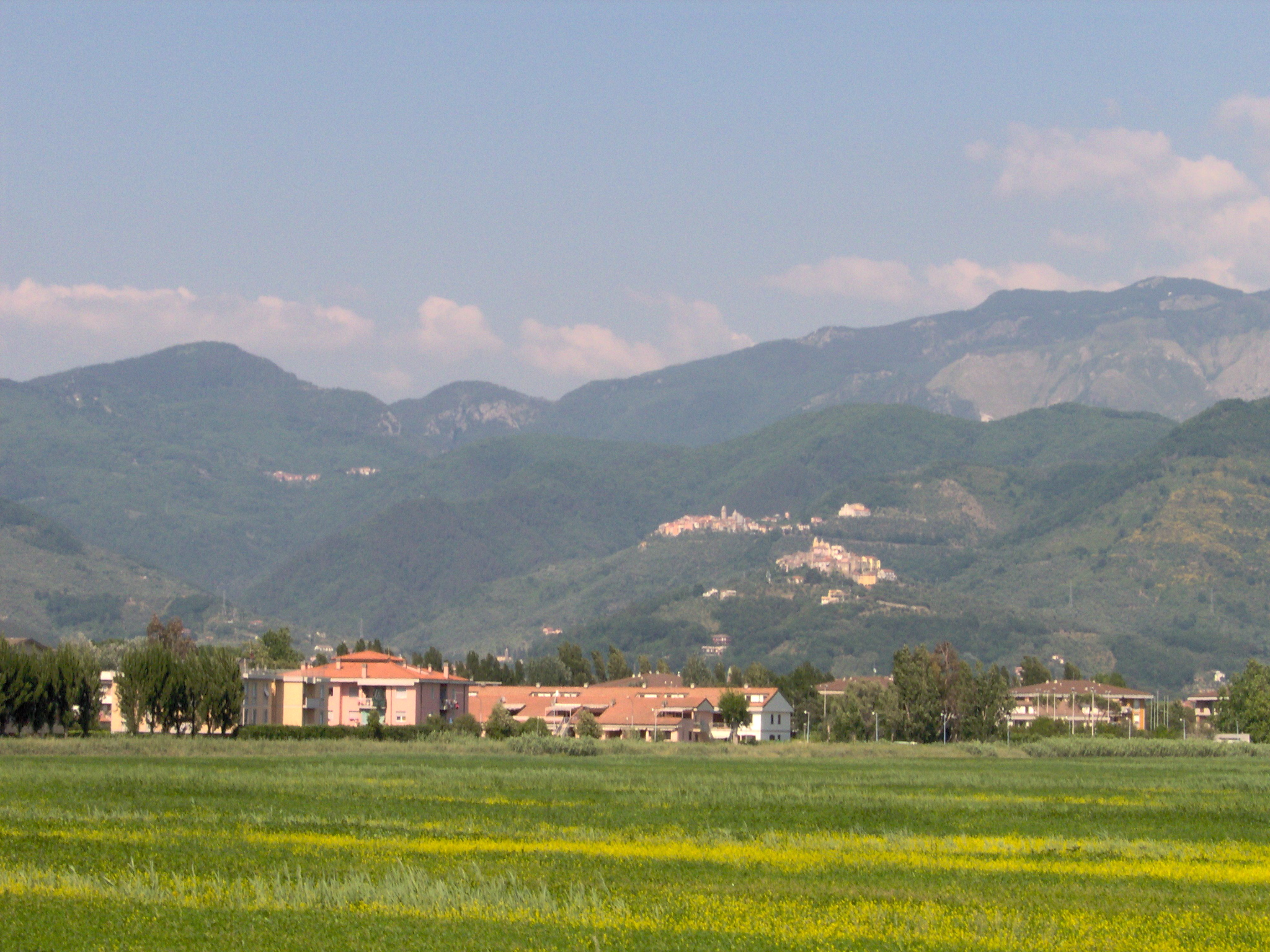
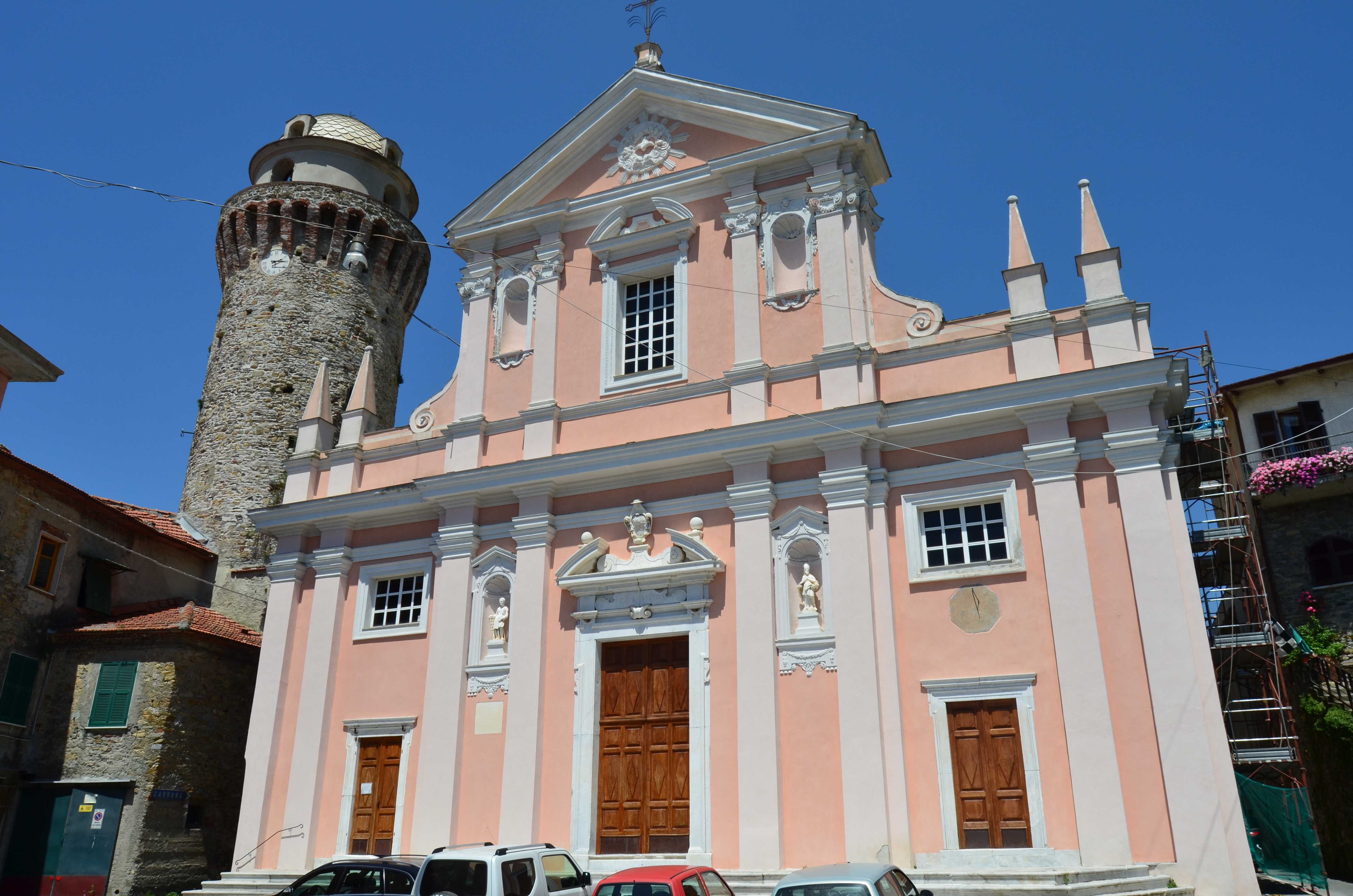
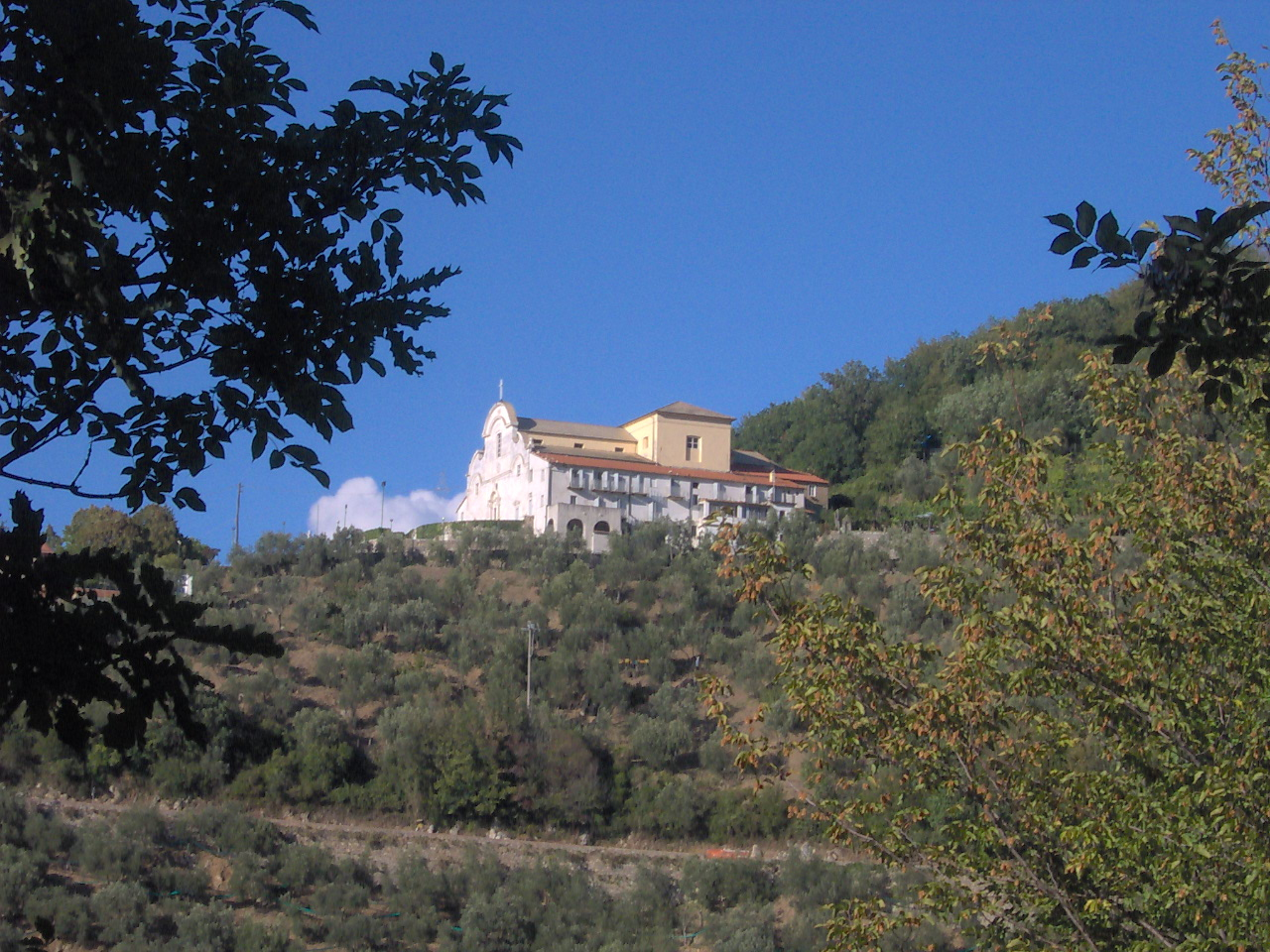
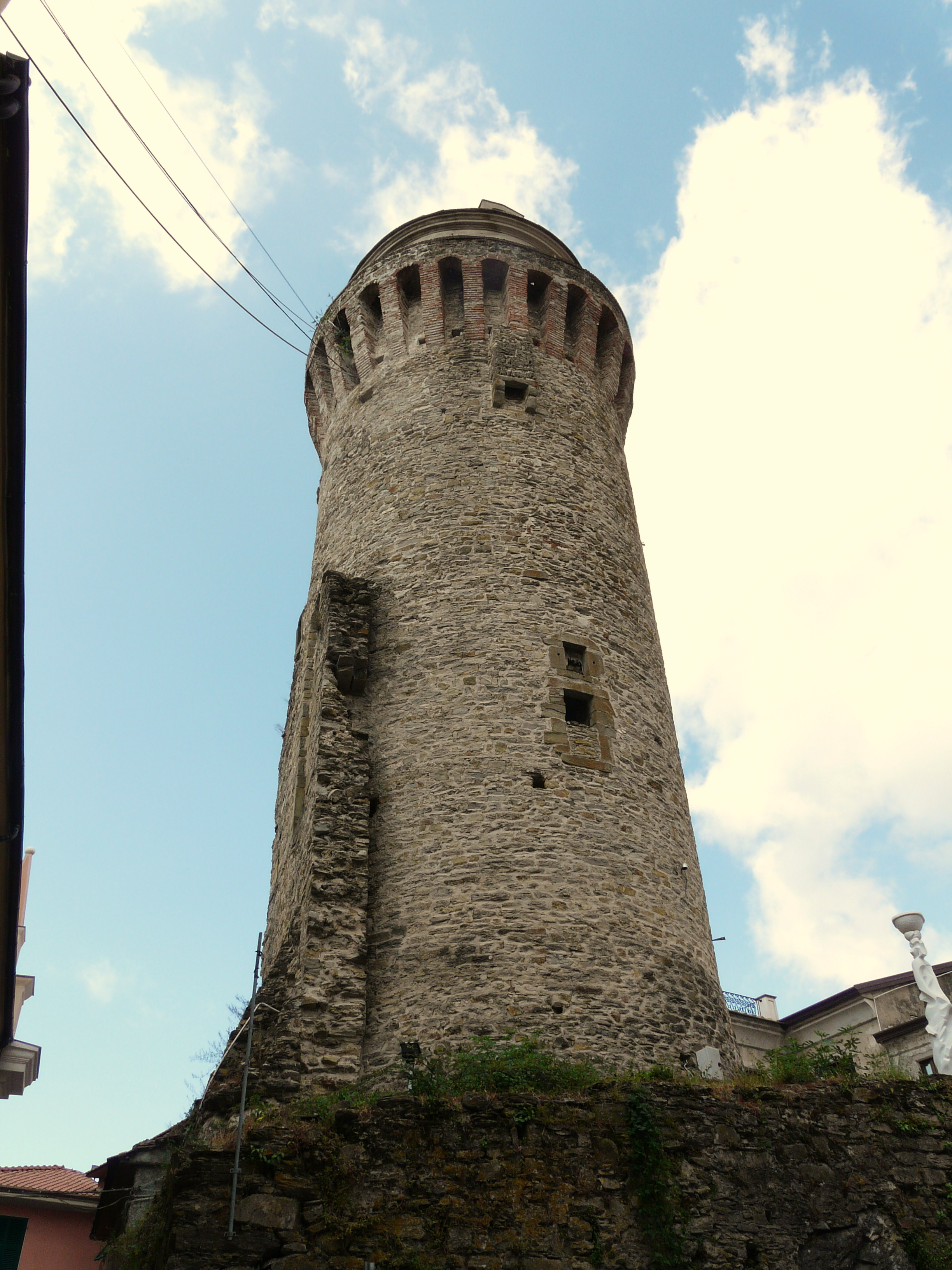
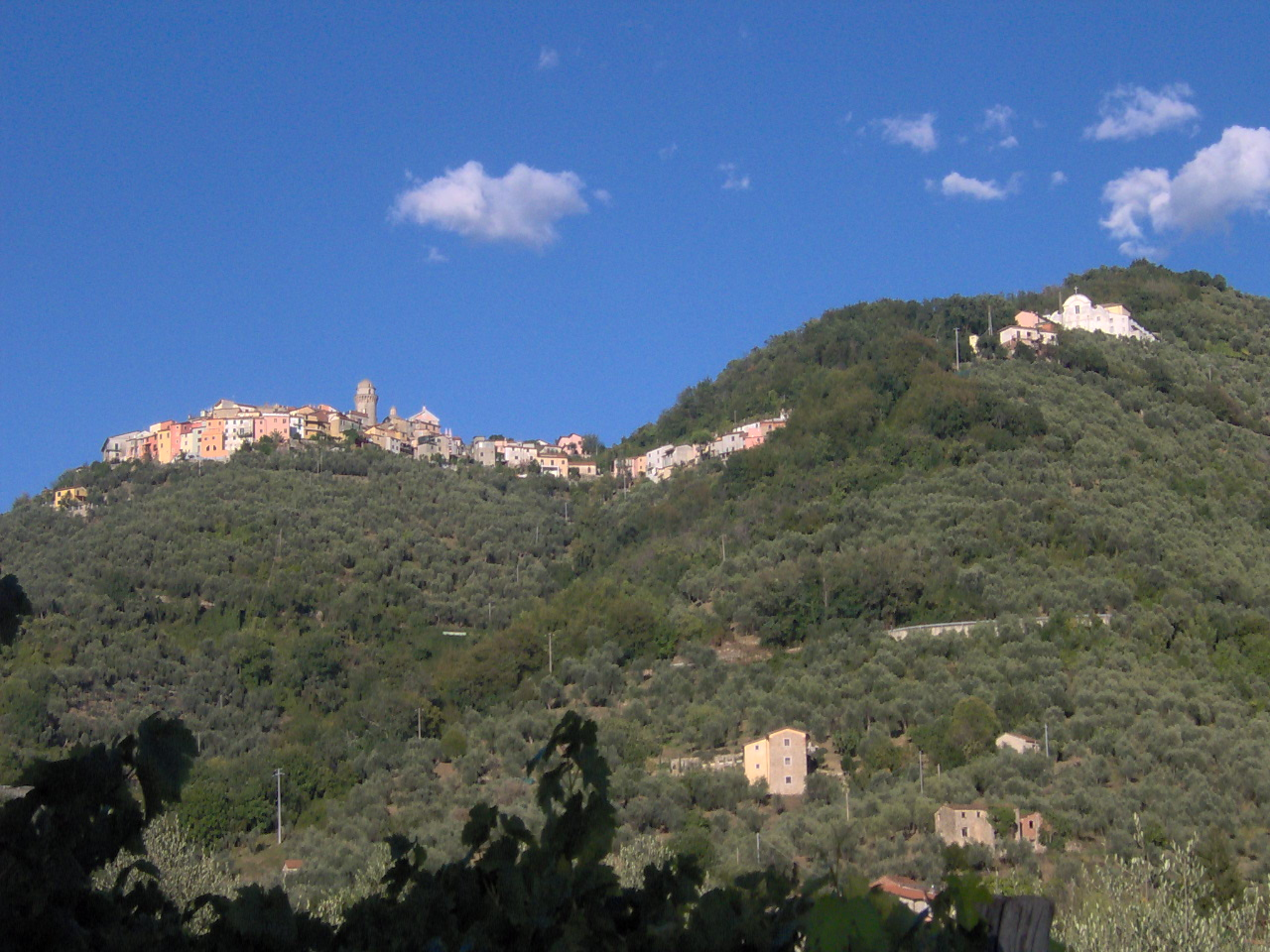
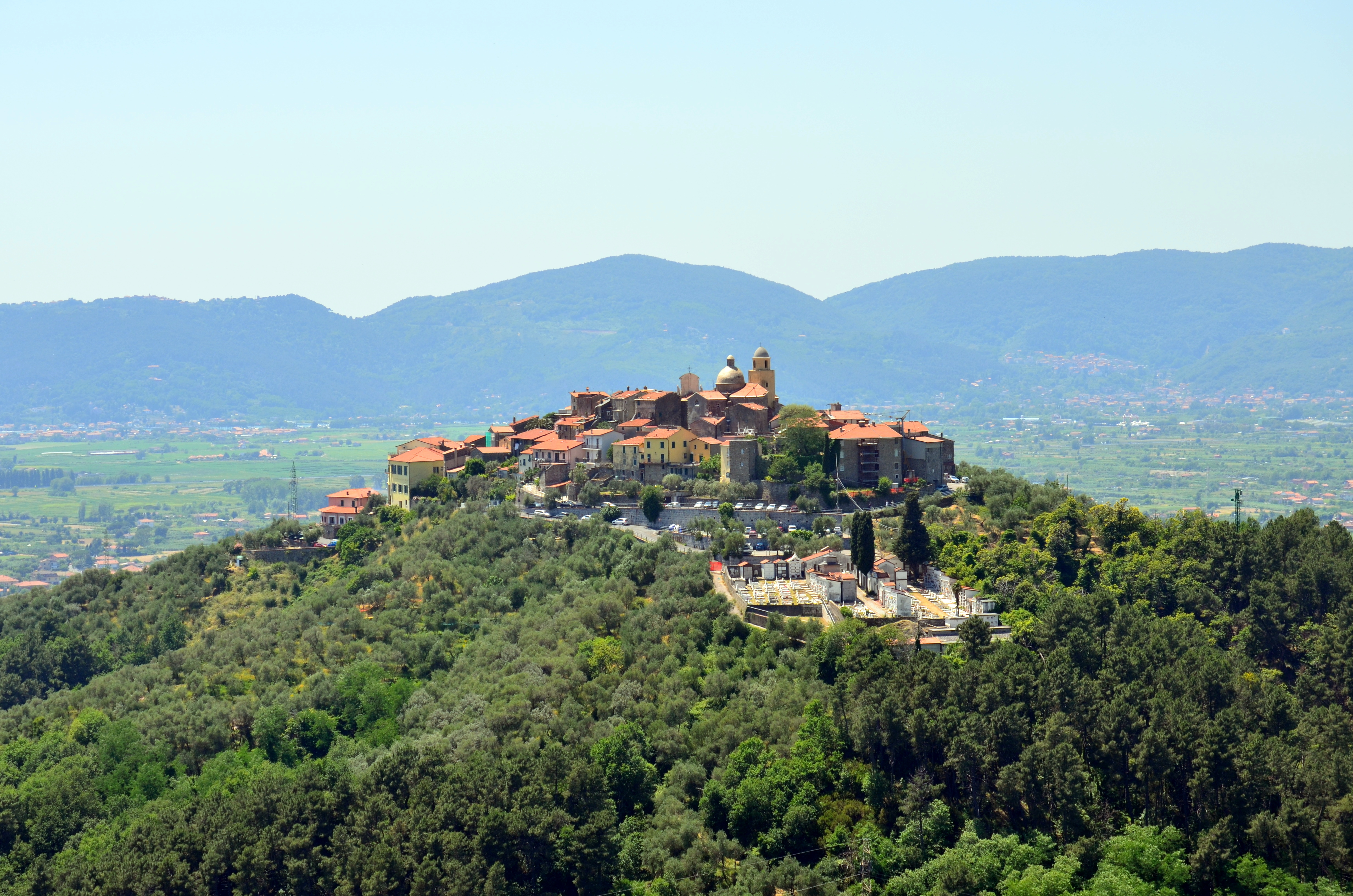
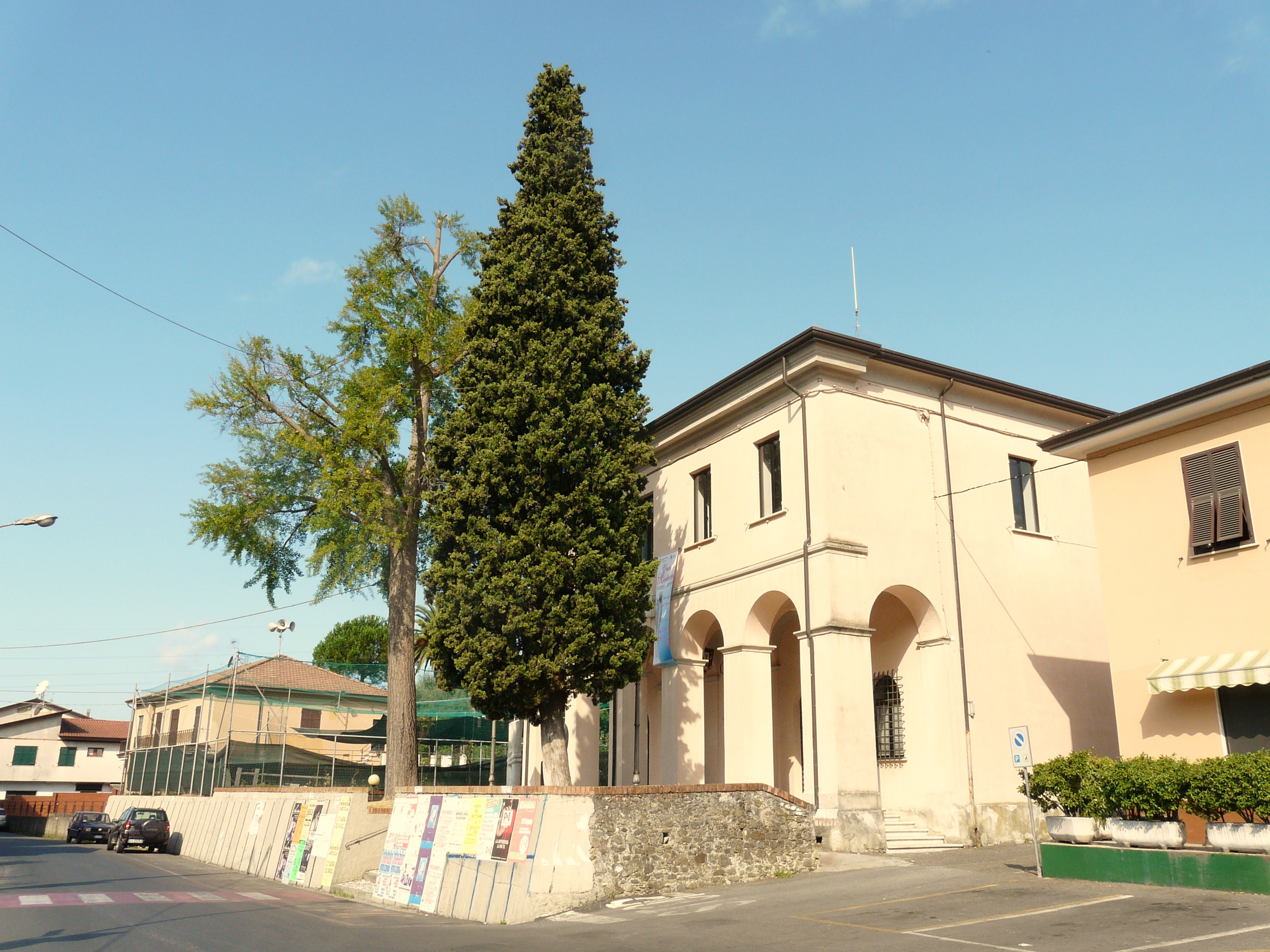
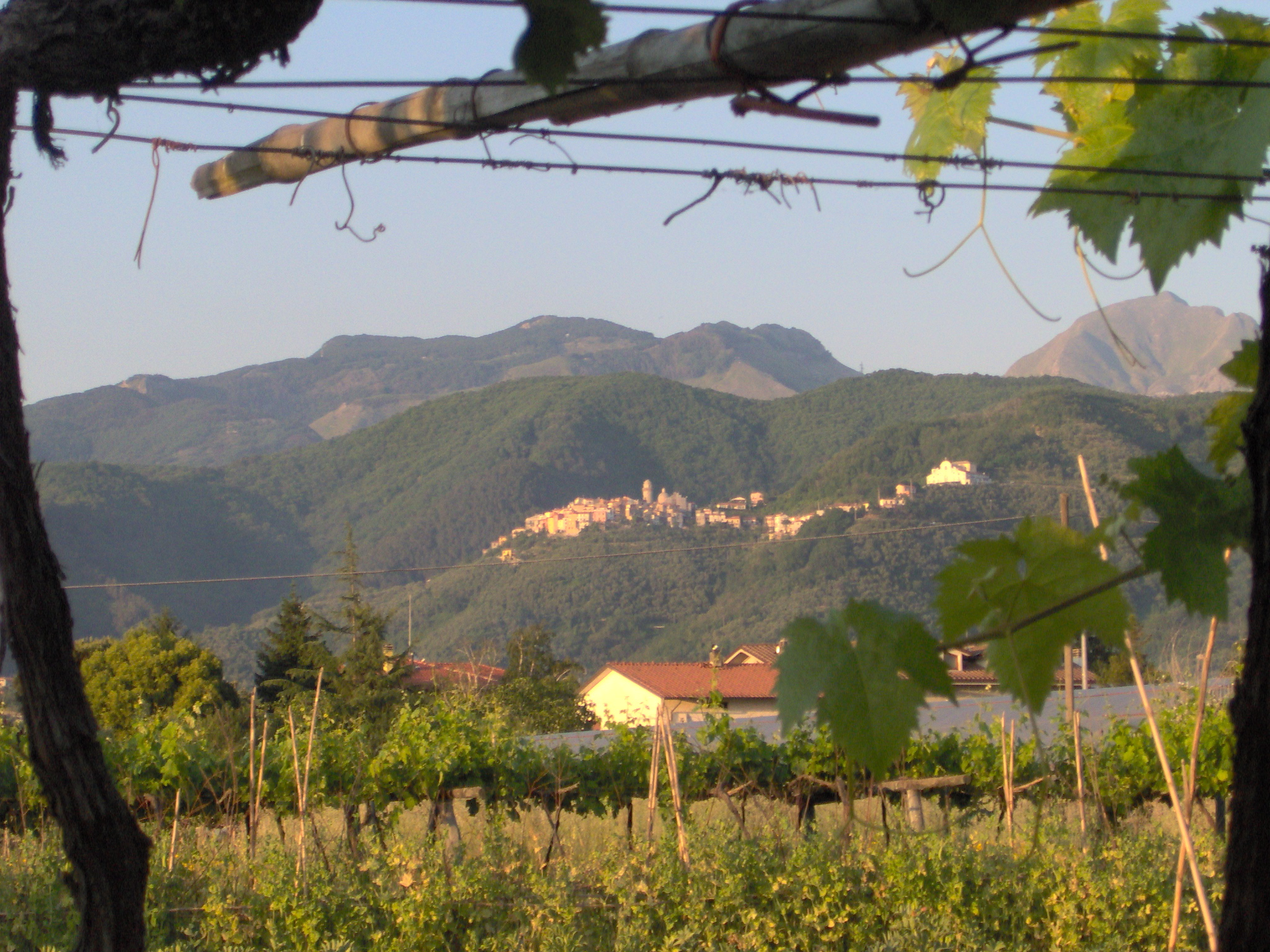

Ameglia · Arcola · Beverino · Bolano · Bonassola · Borghetto di Vara · Brugnato · Calice al Cornoviglio · Carro · Carrodano · Castelnuovo Magra · Deiva Marina · Follo · Framura · La Spezia · Lerici · Levanto · Maissana · Monterosso al Mare · Ortonovo · Pignone · Porto Venere · Riccò del Golfo di Spezia · Riomaggiore · Rocchetta di Vara · Santo Stefano di Magra · Sarzana · Sesta Godano · Varese Ligure · Vernazza · Vezzano Ligure · Zignago
1. ↑  https://demo.istat.it/?l=it.